# Strupići
Strupići (cyr. Струпићи) – wieś w Bośni i Hercegowinie, w Republice Serbskiej, w gminie Berkovići. W 2013 roku liczyła 181 mieszkańców.